# ディスコ島
ディスコ島（ディスコとう、英語: Disko Island、グリーンランド語: Qeqertarsuaq、デンマーク語: Diskoøen）は、グリーンランド西岸沖のバフィン湾にある大きな島。面積は8,578 km2 (3,312.0 sq mi)でグリーンランドでは本島に次いで大きく、世界86位の広さである（島の一覧 (面積順)）。グリーンランド語での名前Qeqertarsuaqは大きな島を意味する。

## 地理
島の長さは約160 km (99.4 mi)、最高地点は1,919 m (6,295.9 ft)、平均標高は975 m (3,198.8 ft)である。
南岸にケケルタールスアクの港町があり、北東にはスロスアク海峡を隔ててヌースアク半島が、南にはディスコ湾がある。
島にU字谷、氷河、温泉、干潟、フィヨルド、草地、湿地、小川、池が多く、コオリガモ、ケワタガモ、マガンの亜種のキバシマガンおよびマガモの固有亜種のグリーンランドマガモなどの鳥類が生息している。北西部のキンクアタ・マラーとクースアク、南部のクアンネルスイト・クースアトおよび東部のアカヤルア、カーマッソクとスッロルスアクはラムサール条約登録地である。